# 洛施维茨
洛施维茨（德語：Loschwitz，發音：[ˈlɔʃvɪts]）是德国德累斯顿的一个区，成立于1921年，包括10个次区：

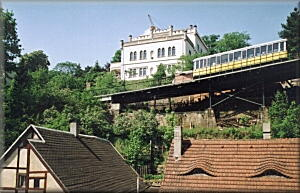
缆车

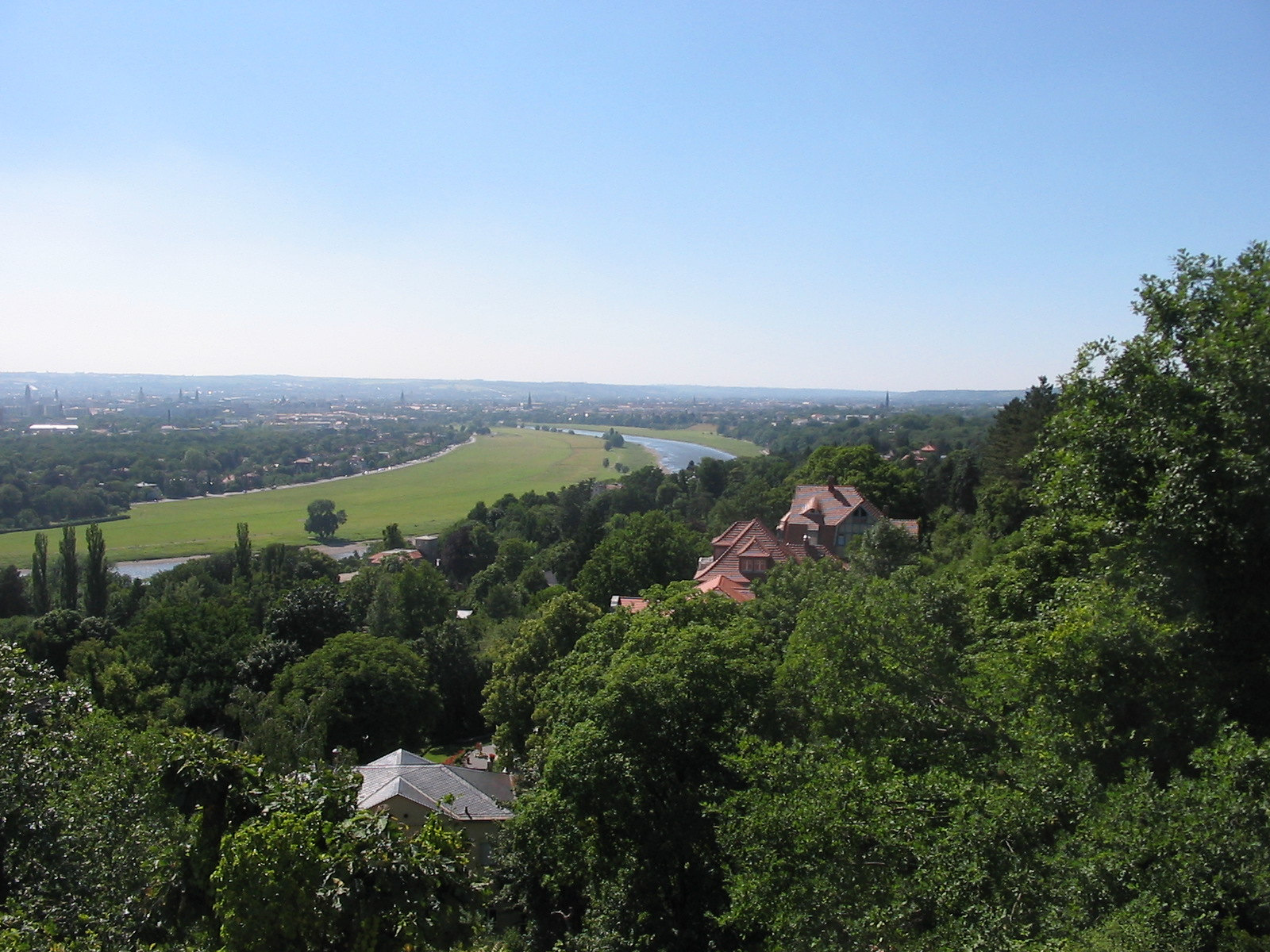

洛施维茨是一个位于易北河北岸山坡的别墅区。在山坡的顶部是魏瑟尔希尔施（Weißer Hirsch）次区，得名于克里斯托夫·伯恩哈德在1685年建立的客栈，1888自然疗法医师海因里希·拉曼在那里开了一家疗养院。东侧毗邻（Wachwitz）次区和皮尔尼茨次区，西侧是玫瑰园（Rosengarten）。洛施维茨通过蓝色惊奇桥连接易北河以南的布拉泽维茨区。该区包含德累斯顿荒原（该市的森林）的大部分地区。
古老的洛施维茨村庄，自11世纪就是产酒区，在1227年首次提及。大约在1660年，萨克森选帝侯约翰·乔治二世在山坡上开辟几个葡萄园，很快成为德累斯顿贵族和富裕的资产阶级一个时髦的休闲和居住区，如作曲家海因里希·许茨，而弗里德里希·席勒1785年在克尔纳别墅做客时写出《欢乐颂》。约1800年詹姆斯·奥格威伯爵收购大庄园，1850年在此建立易北河城堡（Elbschlösser）。
教堂具有特殊的建筑和历史价值，院内有许多名人墓葬。约1800年葬满后改用洛施维茨公墓。
著名的路易森霍夫餐厅（Luisenhof）建于1895年，得名于萨克森王妃、奥地利女大公、托斯卡纳公主路易丝。“德累斯顿阳台”可欣赏到城市和易北河谷的全景。附近的缆车是世界上最古老的悬挂铁路，至今仍在使用。
德累斯顿的贵族和富人过去住在洛施维茨，例如特奥多尔·克尔纳和卡尔·马利亚·冯·韦伯。魏瑟尔赫希一个著名的居民是发明家曼弗雷德·冯·阿登纳与他的科学研究所。他的一个邻居是退役军官 弗里德里希·保卢斯，他是斯大林格勒战役的指挥官，在1957年死在这里。还有许多名人曾短期住在洛施维茨：约翰·沃尔夫冈·冯·歌德、海因里希·冯·克莱斯特、恩斯特·莫里茨·阿恩特、诺瓦利斯、路德维希·蒂克、亚历山大·冯·洪堡和威廉·冯·洪堡、沃尔夫冈·阿马德乌斯·莫扎特、奥尔和安东·格拉夫。在1920-1930年代，洛施维茨曾经是全欧洲最昂贵的居住区。